# Max Beckmann
Max Beckmann (Leipzig, 12 de fevereiro de 1884 – Nova Iorque, 27 de dezembro de 1950) foi um pintor expressionista alemão e artista gráfico cujas obras transmitem uma visão pessimista da sociedade.

## Biografia
Max Beckmann nasceu na Alemanha, em Leipzig, em 1884 e estudou na Academia de Belas Artes de Weimar. Suas primeiras obras são de estilo impressionista. A sua dramática experiência como ajudante no corpo médico durante na 1ª Guerra Mundial, levou-o a pintar obras enérgicas e de grande dramatismo, caracterizadas por contornos muito marcados, colorido forte e violência implacável. Tal como as obras do movimento Nova Objetividade (do alemão Neue Sachlichkeit), os seus quadros expressavam uma crítica social à Alemanha do pós-guerra. Na década de 1930, Beckmann refletiu a sua consternação pela ascensão do nacional-socialismo em nove trípticos, que são gigantescas alegorias figurativas com cores estridentes, como A Partida (1932-1933 Museu de Arte Moderna, Nova Iorque). Beckmann pintou esta obra imediatamente depois que os nazistas o destituíram do cargo de professor de arte na Escola de Arte Städel, de Frankfurt, por ser considerado artista degenerado. Em 1937 emigrou para Amsterdã ao saber que a sua obra seria exposta como arte degenerada numa exposição nazista. Em 1947 mudou-se para os Estados Unidos. Entre 1947 e 1949, foi professor na Universidade Washington de Saint Louis (Missouri), lugar que abandonou para ir para Nova Iorque, onde morreu no ano seguinte.

## Temas
Ao contrário de vários de seus contemporâneos de vanguarda, Beckmann rejeitou a pintura não-representacional; Em vez disso, ele retomou e avançou a tradição da pintura figurativa. Ele admirava muito não apenas Cézanne e Van Gogh, mas também Blake, Rembrandt e Rubens, bem como artistas do norte da Europa do final da Idade Média e início do Renascimento, como Bosch, Bruegel e Matthias Grünewald. Seu estilo e método de composição estão parcialmente enraizados no imaginário dos vitrais medievais.
Envolvendo-se com os gêneros de retrato, paisagem, natureza-morta e pintura de história, seu corpo diversificado de trabalho criou uma versão muito pessoal, mas autêntica do modernismo, com uma deferência saudável às formas tradicionais. Beckmann reinventou o tríptico religioso e expandiu esse arquétipo da pintura medieval em uma alegoria da humanidade contemporânea.
Desde seu início no fin de siècle até o período após a Segunda Guerra Mundial, Beckmann refletiu uma era de mudanças radicais na arte e na história em sua obra. Muitas das pinturas de Beckmann expressam as agonias da Europa na primeira metade do século 20. Algumas de suas imagens referem-se ao glamour decadente da cultura de cabaré da República de Weimar, mas a partir da década de 1930, suas obras muitas vezes contêm referências mitologizadas às brutalidades dos nazistas. Além dessas preocupações imediatas, seus temas e símbolos assumem um significado maior, expressando temas universais de terror, redenção e os mistérios da eternidade e do destino.
Seu autorretrato com chifre (1938), pintado durante seu exílio em Amsterdã, demonstra seu uso de símbolos. Instrumentos musicais são apresentados em muitas de suas pinturas; no caso, um chifre que o artista segura como se fosse um telescópio pelo qual pretende explorar a escuridão que o cerca. O enquadramento apertado da figura dentro dos limites da tela enfatiza seu aprisionamento. A historiadora de arte Cornelia Stabenow chama a pintura de "a mais melancólica, mas também a mais mistificadora, de seus autorretratos".

## Mercado de arte
Embora Beckmann seja considerado um importante artista do século 20, ele nunca foi um nome familiar, e suas obras têm atraído principalmente um nicho de mercado de colecionadores alemães e austríacos. Em 1921, Beckmann assinou um contrato de exclusividade com o impressor J. B. Neumann em Berlim.  Em 1938, ele teve a primeira de inúmeras exposições na Curt Valentin's Buchholz Gallery, Nova York.
 

Hoje, as grandes pinturas de Beckmann costumam ser vendidas por mais de US$ 1 milhão, e seus autorretratos geralmente cobram os preços mais altos. Em 2001, Ronald Lauder pagou US$ 22,5 milhões na Sotheby's New York por Self-Portrait with Horn (1938), de Beckmann, e o exibiu na Neue Galerie, em Nova York. Em 2017, um licitante anônimo pagou a quantia recorde de US$ 45,8 milhões por Hölle der Vögel (O Inferno dos Pássaros) (1938), de Beckmann, na Christie's, em Londres; este também foi um novo recorde mundial para uma obra de arte expressionista alemã. Em 2022, o autorretrato Amarelo-Rosa (1943) foi vendido em um leilão em Berlim por 20 milhões de euros (US$ 20,7 milhões), um preço que parece ser um recorde para um leilão de arte na Alemanha.